# Кетрін Лангло-Паркер
Кетрін Еліза Самервіль (Кеті) Стоу (Catherine Eliza Somerville (Katie) Stow), у першому шлюбі Лангло-Паркер (Langloh Parker), відома як K Langloh Parker (*1 травня 1856, Енкаунтер Бей, Південна Австралія — †27 березня 1940, Аделаїда, Австралія) — австралійська письменниця і фольклористка, піонерка австралійської фольклористики. Відома записом і публікацією численних міфів, легенд, казок і традицій племен австралійських тубільців півночі Нового Південного Уельсу.

## З життя і творчості
Народилася Енкаунтер Бей, у Південній Австралії, дочка скотаря Генріха Філда та його дружини Софії, дочки преподобного Ріджвея Ньюленда. Виросла в батьковому маєтку (на фермі) Марра стейшн (Marra Station) на півночі Нового Південного Уельсу. Дитинство провела серед тубільців, які врятували їй життя, коли вона замалим не потонула.
У 1875 році у 18 років вступила в шлюб з Лангло-Паркером і переїхала в його маєток Бангейт стейшн (Bangate Station), поряд з Енгледулом, Новий Південний Уельс, де зібрала «з перших вуст» більшість оповідок племені юлароїв (юалаї), що зробили її знаменитою.
Після смерті чоловіка у Сіднеї в 1903 році познайомилася і одружилася з Персівалем Рендольфом Стоу (Percival Randolph Stow), сином Рендольфа Стоу, в Лондоні, і жила з ним в Аделаїді до своєї смерті.
Кетрін Лангло-Паркер відома, перш за все, записом історій від аборигенів. Оскільки тубільна культура на той час (кінець XIX — початок XX століть) була вже у занепаді внаслідок негативного впливу європейських поселенців, зібрані Лангло-Паркер матеріали є одними з найкращих і найцінніших того часу, що містять вірування та оповідки корінних народів Північного Заходу Нового Південного Уельсу. Втім, її праця не уникла тогочасних упереджень, а її записи мають суттєві неточності, подеколи помилки та навіть расистські тлумачення та зауваження. З усім тим, важко переоцінити значення зібраного Лангло-Паркер етнографічного матеріалу, адже авторка стала піонеркою австралійської фольклористики, творчинею цінних і в науковому, і в художньому сенсі збірок тубільного фольклору.
У царській Росії та СРСР вийшло кілька перекладених російською збірок міфів, легенд і казок австралійських тубільців, записаних і виданих Кетрін Лангло-Паркер.
Померла у 83 роки в Аделаїді в 1940 році.